# Radek Číp
Radek Číp (* 17. Juni 1992 in Havířov, Tschechoslowakei) ist ein tschechischer Eishockeyspieler, der seit Juni 2019 beim HC Přerov in der tschechischen 1. Liga unter Vertrag steht.

## Karriere
Radek Číp begann in seiner Heimatstadt mit dem Eishockeysport und durchlief die Nachwuchsmannschaften des lokalen Eishockeyvereins, dem HC Havířov. Ab 2007 lief er für diesen in der U18-Extraliga, ab 2010 in der U20-Extraliga auf. 2011 wechselte er zu den Junioren des HC Olomouc, wo er seine Punkteausbeute deutlich erhöhte und während der Saison 2012/13 für die Herrenmannschaft des Clubs in der zweitklassigen 1. Liga debütierte.
Radek Číp gab am ersten Spieltag der Saison 2013/14 sein Extraliga-Debüt für den HC Pardubice und erzielte am zweiten Spieltag sein erstes Extraliga-Tor. Zudem lief er für Pardubice im Rahmen der European Trophy auf und im Saisonverlauf auch vereinzelt Einsätze beim HC Rebel Havlíčkův Brod aus der 1. Liga.
Am Ende der Saison verließ er den Verein und unterzeichnete einen Vertrag über ein Jahr Laufzeit (plus Option auf ein zweites Jahr) bei Orli Znojmo, die an der multinationalen Erste Bank Eishockey Liga teilnehmen. Im Januar 2015 wurde er durch die EBEL als YoungStar des Monats Dezember ausgezeichnet, nachdem er bis dahin in 37 Partien sieben Punkte (fünf Tore und zwei Assists) erzielt hatte. Zudem wurde er vom Cheftrainer der Adler auch im Powerplay und Unterzahlspiel eingesetzt. Am Ende der Saison wurde er als bester U23-Torschütze der Saison (11 Tore) zum YoungStar der Saison 2014/15 gewählt.

## Erfolge und Auszeichnungen
- 2014 EBEL-YoungStar des Monats Dezember
- 2015 EBEL-YoungStar der Saison 2014/15

## Karrierestatistik
(Legende zur Spielerstatistik: Sp oder GP = absolvierte Spiele; T oder G = erzielte Tore; V oder A = erzielte Assists; Pkt oder Pts = erzielte Scorerpunkte; SM oder PIM = erhaltene Strafminuten; +/− = Plus/Minus-Bilanz; PP = erzielte Überzahltore; SH = erzielte Unterzahltore; GW = erzielte Siegtore; 1 Play-downs/Relegation; Kursiv: Statistik nicht vollständig)